# 福島県立西会津高等学校
福島県立西会津高等学校（ふくしまけんりつ にしあいづこうとうがっこう）は、福島県耶麻郡西会津町に所在する県立高等学校。

## 沿革
- 1948年（昭和23年） - 福島県立山都高等学校定時制課程野沢分校として開設[1]。
- 1964年（昭和39年） - 福島県立西会津高等学校として独立[1]。

## 部活動
ボート部は、FNS26時間テレビ (2009年)内の企画である、FNS各局対抗三輪車12時間耐久レースに出場した。しかしながら、マシントラブル等が相次ぎ、リタイアはしなかったものの規定周回数に達せず、完走扱いにならなかった。

## 交通
- JR磐越西線野沢駅より徒歩。

2008年（平成20年）には、高校の存続対策としてバス路線「野沢坂下線」の実証運行が行われ、町外からの入学者を増やした。

## 著名な出身者
- きよ彦（着物デザイナー）
- 佐藤夕子（漫画家）[3]